# Уинтер, Нил
Нил Стивен Уинтер (англ. Neil Stephen Winter; род. 21 марта 1973 или 21 марта 1974, Чиппенем, Уилтшир) — британский валлийский легкоатлет, специалист по прыжкам с шестом. Выступал на профессиональном уровне в 1990-х годах, чемпион Игр Содружества, победитель и призёр первенств национального значения, участник летних Олимпийских игр в Атланте.

## Биография
Нил Уинтер родился 21 марта 1974 года в Чиппенхеме, графство Уилтшир.
Впервые заявил о себе на международном уровне в сезоне 1990 года, когда вошёл в состав британской сборной и выступил в прыжках с шестом на юниорском мировом первенстве в Пловдиве.
В 1992 году с результатом 5,50 одержал победу на международном турнире в Италии, занял четвёртое место на юниорском мировом первенстве в Сеуле, принимал участие в Кубке мира в Гаване, где провалил все свои попытки.
В 1993 году одержал победу на чемпионате Великобритании в Лондоне, взяв высоту в 5,35 метра.
В 1994 году представлял Уэльс на Играх Содружества в Виктории, где с рекордом Игр 5,40 превзошёл всех соперников и завоевал золотую награду. Участвовал в Кубке мира в Лондоне.
В 1995 году на соревнованиях в Энфилде установил свой личный рекорд в прыжках с шестом на открытом стадионе — 5,60 метра.
В 1996 году выиграл серебряную медаль на чемпионате Англии в Бирмингеме. Благодаря череде удачных выступлений удостоился права защищать честь страны на летних Олимпийских играх в Атланте — на предварительном квалификационном этапе прыгнул на 5,40 метра, чего оказалось недостаточно для выхода в финальную стадию.
Из-за накопившихся травм завершил спортивную карьеру по окончании сезона 1998 года.
За выдающиеся спортивные достижения в ноябре 2014 года был введён в Зал славы спорта Уэльса.